# Pelodytes atlanticus
Pelodytes atlanticus – gatunek płaza bezogonowego z rodziny nurzańcowatych (Pelodytidae). Występuje endemicznie w Portugalii. Do 2017 roku zaliczany był do gatunku nurzaniec błotny, a o jego biologii wiadomo niewiele. Gatunek najmniejszej troski (LC) w związku z rozległym zasięgiem występowania oraz dużymi rozmiarami populacji.

## Pozycjataksonomiczna
Do 2017 roku populacje P. atlanticus zaliczane były do gatunku nurzaniec błotny (Pelodytes punctatus). W 2017 roku analiza filogenetyczna Díaz-Rodríguez i in. dowiodła, że takson ten należy zaliczyć do osobnego gatunku. W 2020 roku wykazano natomiast, że strefa kontaktu (ang. contact zone) pomiędzy P. atlanticus i nurzańcem iberyjskim (P. ibericus) jest bardzo wąska, co ugruntowało pozycję P. atlanticus jako osobnego gatunku.

## Wygląd
Samce dorastają średnio do około 3,1 cm długości, a samice do 3,5 cm. Z wyglądu przypomina pozostałych przedstawicieli rodzaju Pelodytes z zachodniej Europy, od których różni się:
- mniejszymi rozmiarami (w porównaniu do nurzańca błotnego oraz Pelodytes hespericus),
- dłuższymi kończynami oraz dźwiękiem nawoływania wydawanym podczas okresu godowego (w porównaniu do nurzańca iberyjskiego)[3].

## Zasięg występowania i siedlisko
Endemit. Występuje wyłącznie w Portugalii, gdzie spotykany jest w jej środkowo-wschodniej części (wspólnota międzygminna Górne Alentejo, Alto Alentejo, patrz: podział administracyjny Portugalii), a także na obszarach nadmorskich – od Faro, Sagres i Przylądka Świętego Wincentego w regionie Algarve do miejscowości Esposende na północy.
P. atlanticus występuje na wysokościach 0–900 m n.p.m. Spotykany w tymczasowych zbiornikach wodnych na obszarach wiejskich, nadmorskich wydmach, otwartych buczynach, polach ryżowych oraz niekiedy w jaskiniach.

## Rozmnażanie
Słabo poznany gatunek. Okres godowy trwa najprawdopodobniej od października do marca. Do rozrodu dochodzi w okresowych zbiornikach wodnych i strumieniach.

## Status i ochrona
IUCN klasyfikuje P. atlanticus jako gatunek najmniejszej troski (LC) w związku z rozległym zasięgiem występowania oraz przypuszczalnie dużymi rozmiarami populacji. Gatunkowi temu może zagrażać fragmentacja i utrata siedlisk spowodowana rolnictwem intensywnym, a także introdukcja gatunków obcych takich jak rak luizjański (Procambarus clarkii).
Gatunek ten występuje w rezerwacie Reserva Ornitológica de Mindelo w północnej Portugalii. W jego potencjalnej ochronie pomóc mogą dalsze badania dotyczące m.in. jego demografii i rozmieszczenia.